# Симфонічний оркестр штату Мехіко
Симфонічний оркестр штату Мехіко (ісп. Orquesta Sinfónica del Estado de México) — мексиканський симфонічний оркестр, заснований в 1971 р. під патронатом уряду штату Мехіко. Базується в місті Толука.
Оркестр широко гастролює по країні, ставши першим з регіональних симфонічних колективів, що відвідав всі 16 суб'єктів мексиканської федерації. У 1975 році оркестр вперше виїхав на гастролі в США, в 2002 р. — в Європу.
Серед записів оркестру — всі симфонії Бетховена, Шумана, Брамса і Чайковського, музика Верді і Россіні, твори іспанських і мексиканських 